# Felix Czeike
Felix Czeike (* 21. August 1926 in Wien; † 23. April 2006 in Meran) war ein österreichischer Historiker und Volksbildner. Er war Autor und teilweise auch Herausgeber zahlreicher Publikationen zum Thema Wiener Stadtgeschichte und stand unter anderem dem Wiener Stadt- und Landesarchiv als Direktor vor. Sein Hauptwerk ist das sechsbändige Historische Lexikon Wien. Sein Lebenswerk umfasst zahlreiche Bücher und hunderte andere Publikationen, die sich vorwiegend mit der Stadtgeschichte Wiens befassen.

## Leben
Felix Czeike wurde 1926 im 10. Wiener Gemeindebezirk, Favoriten, geboren. Er studierte an der Universität Wien Geschichte, Geographie, Germanistik und Kunstgeschichte und promovierte 1950 zum Doktor der Philosophie. Ab 1954 arbeitete er im Wiener Stadt- und Landesarchiv und übernahm 1976 dessen Leitung, die er bis zu seiner Pensionierung 1989 innehatte. 1977 gründete er die in das Stadt- und Landesarchiv integrierte Wiener Zweigstelle des Ludwig-Boltzmann-Instituts für Stadtgeschichtsforschung, die er bis zu seinem Tod leitete. Von 1993 bis 2003 war er Präsident des Vereins für Geschichte der Stadt Wien. 1979 wurde er zum außerordentlichen Universitäts-Professor der Universität Wien ernannt, 1985 wurde ihm vom Bundespräsidenten der Titel Hofrat verliehen.
Auch nach seiner Pensionierung widmete sich Czeike der Wiener Stadtgeschichte. Sein Hauptwerk ist das von 1992 bis 2004 erschienene, sechsbändige Historische Lexikon Wien mit rund 3.700 Seiten und 30.000 Stichworten. Es gilt als Standardwerk zur Geschichte Wiens und wird in Fachkreisen meist einfach der Czeike genannt. Als Vorstufe kann das 1974 von Czeike herausgegebene Große Groner Wien Lexikon gelten, dessen topographischer Teil auf Richard Groners Wien wie es war (später bearbeitet von Otto Erich Deutsch) zurückgeht und an dessen biographischem Teil Ernestine Krug mitarbeitete. Beim Erstellen des Historischen Lexikons Wien wurde Czeike unter anderem durch die Mitarbeit seiner Frau Helga unterstützt, die auch in einigen seiner anderen Bücher als Mitautorin genannt wird. Außerdem zog er personelle Ressourcen des Wiener Stadt- und Landesarchivs heran und beschäftigte ein Team von Experten, bei denen er spezialisiertes Wissen über Wien angesammelt wusste. Das Lexikon wurde 2014 von der Stadt Wien als Digitalisat online verfügbar gemacht und diente zugleich als Datenbasis für das Wien Geschichte Wiki.
Am 23. April 2006 verstarb Felix Czeike während eines Aufenthaltes in Meran. Er ist in einem ehrenhalber gewidmeten Grab auf dem Hernalser Friedhof (Gruppe 14, Nummer 23) beigesetzt.
2016 wurde im 10. Wiener Gemeindebezirk, Favoriten, die Czeikestraße nach ihm benannt.

## Auszeichnungen und Ehrungen
- 1954: Arbeiterkammerpreis
- 1955: Theodor-Körner-Preis
- 1956: Theodor-Körner-Preis
- 1981: Theodor-Georg-Ritter-von-Karajan-Medaille
- 1982: Richard-Meister-Medaille
- 1986: Goldenes Ehrenzeichen für Verdienste um das Land Wien
- 1990: Österreichisches Ehrenkreuz für Wissenschaft und Kunst I. Klasse
- 1993: Goldenes Verdienstzeichen des Landes Oberösterreich
- 1994: Großes Ehrenzeichen für Verdienste um die Republik Österreich[3]
- 1996: Ehrenmedaille der Bundeshauptstadt Wien in Gold
- 2002: Preis der Stadt Wien für Volksbildung

## Werke (Auswahl)
- mit Ernestine Krug (Hrsg.): Das große Groner Wien Lexikon. Molden, Wien 1974, ISBN 3-217-00293-8 (als Grundlage für den topographischen Teil diente das Werk von Richard Groner und Felix Czeike: Wien wie es war. Molden, Wien 1965).
- Wien und seine Bürgermeister. Sieben Jahrhunderte Wiener Stadtgeschichte. Wien 1974.
- Die Kärntner Straße. Wien 1975.
- Wien. Kunst- und Kultur-Lexikon. München 1976.
- Unbekanntes Wien. 1870–1920. Luzern 1979.
- Geschichte der Stadt Wien. Molden, Wien/München/Zürich 1981, 1984, ISBN 3-217-00630-5.
- Das Dorotheum. Vom Versatz- und Fragamt zum modernen Auktionshaus. Jugend und Volk, Wien/München 1982, ISBN 3-224-16009-8 / ISBN 3-224-10450-3.
- Wiener Bezirkskulturführer. I. Innere Stadt. Jugend und Volk, Wien/München 1983, ISBN 3-224-16246-5.
- Wien. Geschichte in Bilddokumenten, Beck, München 1984, ISBN 3-406-09584-4.
- Historisches Lexikon Wien. Band 1–5 und Ergänzungsband, Kremayr & Scheriau, Wien 1992–2004, ISBN 3-218-00543-4 / ISBN 3-218-00544-2 / ISBN 3-218-00545-0 / ISBN 3-218-00546-9 / ISBN 3-218-00547-7 / ISBN 978-3-218-00741-2 (Ergänzungsband 2004); 2., aktualisierte und erweiterte Auflage 2004, ISBN 978-3-218-00740-5 (online bei Wienbibliothek).
- Wien. Kunst, Kultur und Geschichte der Donaumetropole. DuMont, Köln 1999, ISBN 3-7701-4348-5.
- Geschichte der Wiener Apotheken. Die Apotheken im heutigen ersten Wiener Gemeindebezirk (= Forschungen und Beiträge zur Wiener Stadtgeschichte. Band 50). StudienVerlag, Innsbruck/Wien/Bozen 2010, ISBN 978-3-7065-4952-3.